# Tetraiodometano
Il tetraiodometano è un alometano tetrasostituito. Appare come un solido cristallino di un intenso colore rosso-viola, caratteristica rara tra i derivati del metano. La grande densità di carica negativa dislocata prevalentemente sugli atomi di iodio rende la molecola particolarmente instabile. La molecola è debolmente reattiva in acqua nella quale si dissocia dando I2 e CHI3, è invece solubile in solventi organici apolari.

## Reazioni
Il tetraiodometano può reagire con trifluoruro di bromo in rapporto 1:2 a dare come prodotti dibromodifluorometano e tetrafluorometano.